# Квашіоркор

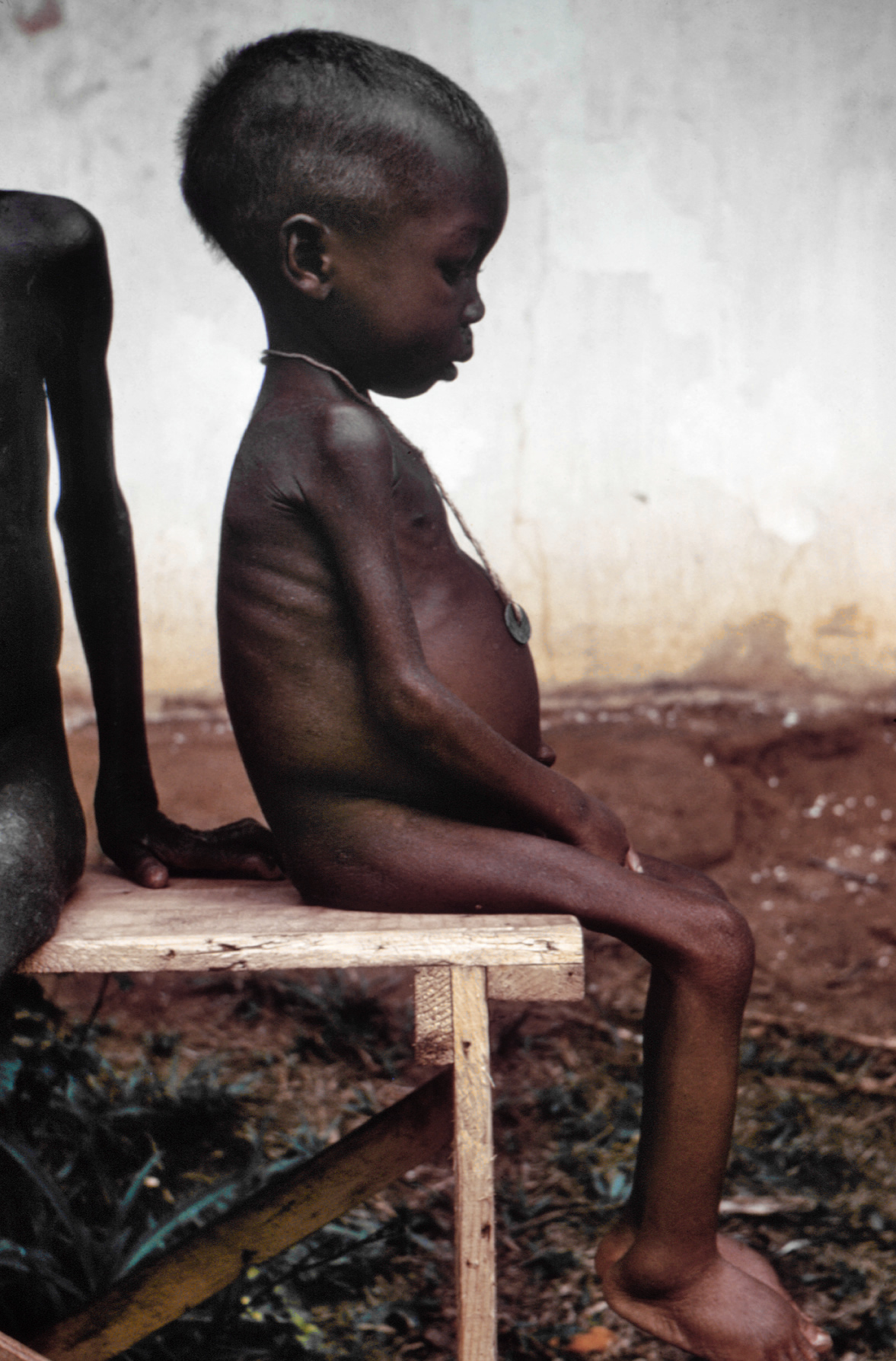
Дитина, хвора на дитячу пелагру, в таборі для біженців під час Нігерійської громадянської війни(1967—1970)

Квашіоркор — вид важкої дистрофії на тлі нестачі білків в харчовому раціоні. Хвороба зазвичай виникає у дітей 1—4 років, хоча буває, що вона виникає і в старшому віці (наприклад, у дорослих або у старших дітей). Педіатр з Ямайки Сіселі Вільямс (англ. Cicely D. Williams) описала цей стан в журналі The Lancet в 1935 році. Коли дитину годують грудьми, вона отримує певні амінокислоти, необхідні для росту, з материнського молока. Коли дитину відлучають від грудей, а продукти, що замінюють материнське молоко, містять багато крохмалів і цукрів, але мало білків (як це зазвичай трапляється в країнах, де основна дієта людей складається з крохмалевмісних овочів, або починається масовий голод), у дитини може початися квашіоркор.
Назва походить з однієї з мов узбережжя Гани, і означає «перший-другий», або «відкинутий», відображаючи, що стан розвивається у старшої дитини після відлучення від грудей, часто через те, що в сім'ї народилась ще одна дитина.

## Діагностика
Діагноз ґрунтується на даних анамнезу (наприклад, раннє відібрання дитини від грудей, кількісна або якісна недостатність харчування), клінічних симптомах (затримка росту, набряки, зміни м'язів, шкіри, волосся) і результатах лабораторного обстеження. Найхарактернішою ознакою є гіпоальбумінемія. Крім того, в крові знижений вміст глюкози (у той час як при проведенні тесту на толерантність до глюкози виявляють діабетичний тип кривої цукру), калію, магнію, холестерину, активність ферментів, концентрація гемоглобіну. Незважаючи на затримку росту, секреція соматотропного гормону гіпофіза підвищена. На початку захворювання може спостерігатися кетонурія.

## Ознаки та симптоми
Визначальною ознакою квашіоркору у недоїдаючих дітей є набряк нижніх кінцівок (набряк литок і стоп) та асцит. Це пояснюється тим, що при харчуванні, де основа — маніока, через нестачу важливих амінокислот внутрішні органи починають накопичувати воду. Інші ознаки — здуття живота, збільшення печінки з жировою інфільтрацією, потоншення волосся, втрата зубів, депігментація шкіри і дерматит . У дітей з квашіоркором часто розвиваються дратівливість і анорексія.
Жертви квашіоркору не в змозі виробляти антитіла після вакцинації проти захворювань, в тому числі дифтерії і черевного тифу. Як правило, хворобу можна лікувати шляхом додавання білка до раціону; Однак, це може мати довготривалі впливи на фізичний і психічний розвиток дитини, а у важких випадках може призвести до смерті.
У сухому кліматі, маразм є поширенішим захворюванням, пов'язаним з недостатністю харчування. Інший синдром недоїдання включає кахексію, хоча це часто і є причиною основних захворювань.

## Причини

Кількість людей з білково-енергетичною недостатністю на 100000 жителів у 2002 році.
немає даних
менше ніж 10
10-100
100-200
200-300
300-400
400-500
500-600
600-700
700-800
800-1000
1000-1350
більше ніж 1350

Квашіоркор є важкою формою недоїдання, викликаний дефіцитом у харчуванні білка. Критична нестача білка викликає осмотичний дисбаланс в шлунково-кишковому тракті, що спричинює набухання тканин і діагностується як набряк або затримка води. Утримання рідини у осіб, що страждають від квашіоркору є прямим результатом порушень лімфатичної системи та капілярного обміну.
Капілярний обмін між лімфатичною системою та кровотоком порушений через нездатність організму ефективно долати градієнт гідростатичного тиску. Білки, переважно альбумін, відповідають за створення колоїдного осмотичного тиску (COP) в крові і тканинних рідинах. Онкотичний тиск знаходиться в прямому протиріччі з гідростатичним тиском і має тенденцію повертати воду назад в капіляр шляхом осмосу. Проте, через відсутність білків, істотного градієнта тиску не може бути створено, щоб повернути рідини з тканини назад в кровотік. Це призводить до накопичення рідини в тканинах, внаслідок чого спостерігається набряк і розтягнення живота.
Існують різні пояснення розвитку квашіоркору, але тема досі залишається дискусійною. Тепер[коли?] визнано, що наявність білкової недостатності в поєднанні з недостатністю енергії та з недостатністю поживних мікроелементів є, безумовно, важливим фактором, але не ключовим фактором. Хвороба, найімовірніше, виникає через дефіцит одного з декількох видів поживних речовин (наприклад, заліза, фолієвої кислоти, йоду, селена, вітаміну С), особливо тих, які необхідні для вироблення захисних антиоксидантів. Важливі антиоксиданти в організмі, яких може бракувати у дітей з квашиоркор, можуть включати глутатіон, альбумін, вітамін Е і поліненасичені жирні кислоти. Тому, якщо дитина не отримує один, або інший вид поживних речовин чи антиоксидантів, піддається стресу (наприклад, ВІЛ — інфекції або отруєння токсинами), то зростає імовірність захворіти на квашіоркор.

## Лікування
Лікування квашіоркору проводять в стаціонарі. Необхідна корекція харчування відповідно до вікових потреб дитини. Відсутня кількість білка відшкодовується внаслідок введення в раціон молока, сиру, білкових енпіти, препаратів амінокислот. Вміст білка та енергетичну цінність раціону збільшують поступово. Переважно рослинні жири, тому, що вони краще абсорбуються, ніж тваринні.
З перших днів лікування призначають препарати вітамінів (особливо А і групи В), калію, магнію, заліза (при анемії), а також ферментні препарати. При ускладненнях, обумовлених вторинною інфекцією, рекомендовано антибактеріальні засоби. Проводять лікування захворювань, що сприяють або обумовлюють розвиток квашіоркору. Після початку лікування маса тіла може знижуватися протягом декількох тижнів внаслідок зменшення набряків.
Прогноз при ранній діагностиці та своєчасному лікуванні сприятливий.

## Профілактика
Профілактика квашіоркору полягає головним чином в раціональному харчуванні дітей раннього віку (природне вигодовування на першому році життя, своєчасне і правильне введення прикорму, достатня кількість молочних продуктів у раціоні). Важливе значення має своєчасне та адекватне лікування захворювань, що призводять до білкової недостатності.

## Історія
У 1929 р. англійський лікар, яка працювала серед диких племен Золотого Берега Західної Африки (Gold Coast of West Africa), зіткнулася з загадковим захворюванням, яке вражало переважно маленьких дітей і часто призводило до їх загибелі. Доктор Сіселі Вільямс припустила, що хвороба викликана недоїданням, і дала їй назву «квашіоркор», запозичивши його з мови племені Га. У 1944 р. з'ясувалося, що справжня причина захворювання — дефіцит білка. У регіонах з помірним кліматом, де розташована переважна більшість лікувальних установ і біолабораторій, порушення харчування частіше розглядається як синонім браку вітамінів, а не білків. Це не дивно, адже основний елемент дієти в помірних поясах — зерно, багате білком, але позбавлене деяких вітамінів. Результати досліджень, проведених Всесвітньою організацією охорони здоров'я під егідою ООН, показали, що випадки квашіоркор, ймовірно, зустрічаються у країнах тропічного поясу, де їжа (головним чином плоди та овочі) бідна білками.